# Maquerasaure
El maquerasaure (Machairasaurus) és un gènere de dinosaure oviraptòrid que va viure en el que actualment és la Xina durant el Cretaci superior. Les seves restes fòssils foren trobades a la formació de Bayan Mandahu. Va ser anomenat per Longrich, N. R.; Currie, P. J.; i Dong Z.-M. l'any 2010 i l'espècie tipus és Machairasaurus leptonychus.